# Eois pseudobada
Eois pseudobada là một loài bướm đêm trong họ Geometridae.